# Петтінг (Баварія)
Петтінг (нім. Petting) — громада в Німеччині, розташована в землі Баварія. Підпорядковується адміністративному округу Верхня Баварія. Входить до складу району Траунштайн.
Площа — 29,93 км2. Населення становить 2337 ос. (станом на 31 грудня 2020).